# پولی تپه
پولی تپه در شهرستان قزوین، بخش مرکزی، روستای ساربانک واقع شده و این اثر در تاریخ ۲۵ اسفند ۱۳۸۰ با شمارهٔ ثبت ۵۵۹۸ به‌عنوان یکی از آثار ملی ایران به ثبت رسیده است.